# أرقة القطن
مَنّ القطن أو مَنّ البطيخ أو مَنّ البصل أو أرْقة القطن (جمع: أرق) حشرة صغيرة من جنس أرقة في فصيلة الأرق. فهي حشرة حقيقية وتمتص النسغ من النباتات. وهي تُسبب آفة منتشرة لمجموعة متنوعة من المحاصيل الزراعية في عائلات القرعيات ، والسرديات ، والخبازية على نطاق واسع. الآفة الناتجة منها هي الأُرقان أو اليرقان يتغير منها اللون.

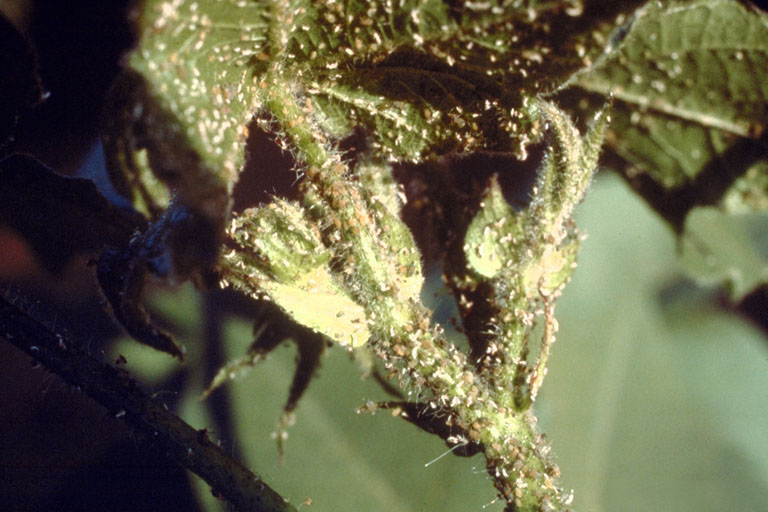
نبات القطن تضرر من قبل أرقة القطن